# Đông Hưng, Hưng Yên
Đông Hưng là một xã thuộc tỉnh Hưng Yên, Việt Nam.
Xã còn được người dân địa phương gọi với tên khác là "Cầu Nguyễn" (xuất phát từ cây cầu có tên là Nguyễn bắc qua sông Tiên Hưng thuộc địa phận xã).

## Địa lý
Xã Đông Hưng nằm ở phía đông nam của tỉnh Hưng Yên, là nơi sông Tiên Hưng chảy qua, có vị trí địa lý:
- Phía đông giáp xã Bắc Đông Hưng và xã Bắc Đông Quan.
- Phía tây giáp xã Đông Tiên Hưng và xã Bắc Tiên Hưng.
- Phía nam giáp xã Nam Đông Hưng.
- Phía bắc giáp xã Quỳnh An.

## Giao thông
Quốc lộ 10 đi ngang qua xã theo hướng bắc – nam, quốc lộ 39B đi từ phía tây sang phía đông.
Cầu Nguyễn nằm phía bắc địa phận xã Đông Hưng bắc qua sông Tiên Hưng; vì vậy dân địa phương hay gọi thị trấn Đông Hưng với tên thân mật là "Nguyễn".

## Lịch sử
Ngày 16 tháng 6 năm 2025, Ủy ban Thường vụ Quốc hội ban hành Nghị quyết số 1666/NQ-UBTVQH15 về việc sắp xếp các đơn vị hành chính cấp xã của tỉnh Hưng Yên năm 2025. Theo đó, sắp xếp toàn bộ diện tích tự nhiên, quy mô dân số cua thị trấn Đông Hưng và các xã Nguyên Xá (huyện Đông Hưng), Đông La, Đông Các, Đông Sơn, Đông Hợp thành xã mới có tên gọi là xã Đông Hưng.